# ルーシー・レンシャル
ルーシー・レンシャル（Lucy Renshall 1995年12月11日- ）はイギリス出身の柔道選手。階級は63kg級。

## 経歴
2011年のヨーロッパユースオリンピックフェスティバル52kg級で3位になった。その後63kg級まで階級を上げると、2014年のヨーロッパジュニアと世界ジュニアでは5位だった。2015年にはヨーロッパジュニアで優勝すると、世界ジュニアでも3位に入った。2016年のU23ヨーロッパ選手権では優勝した。2018年のヨーロッパ選手権では3位になった。2021年7月に日本武道館で開催された東京オリンピックでは初戦で田代未来に技ありで敗れた。その一方で、グランドスラム・アンタルヤ、グランドスラム・バクー、グランドスラム・アブダビの3つのグランドスラム大会で優勝を飾った。2022年のグランドスラム・アンタルヤでは2連覇した。世界選手権では準々決勝で堀川恵に敗れるなどして7位だった。2024年のパリオリンピックでは2回戦で敗れた。

## 主な戦績
- 2011年 - ヨーロッパユースオリンピックフェスティバル　2位(52kg級)
- 2014年 - ヨーロッパジュニア　5位
- 2014年 - 世界ジュニア　5位
- 2015年 - ヨーロッパジュニア　優勝
- 2015年 - 世界ジュニア　3位
- 2016年 - ヨーロッパオープン・タリン　優勝
- 2016年 - ヨーロッパオープン・グラスゴー　優勝
- 2016年 - U23ヨーロッパ選手権　優勝
- 2016年 - グランプリ・青島　2位
- 2017年 - グランプリ・ザグレブ　3位
- 2017年 - グランドスラム・アブダビ　2位
- 2018年 - グランプリ・トビリシ　3位
- 2018年 - ヨーロッパ選手権　3位
- 2019年 - グランドスラム・エカテリンブルグ　2位
- 2019年 - グランプリ・タシュケント　3位
- 2021年 - グランドスラム・アンタルヤ　優勝
- 2021年 - グランドスラム・パリ　2位
- 2021年 - グランドスラム・バクー　優勝
- 2021年 - グランドスラム・アブダビ　優勝
- 2022年 - グランドスラム・アンタルヤ　優勝
- 2022年 - 世界選手権　7位
- 2022年 -　グランドスラム・アブダビ　優勝
- 2023年 -　グランドスラム・テルアビブ　3位
- 2023年 -　グランドスラム・トビリシ　優勝
- 2023年 -　グランプリ・ザグレブ　優勝
- 2024年 -　グランプリ・オディベーラス　優勝
- 2024年 -　グランドスラム・パリ　3位

(出典、)